# 趙鏘
趙鏘（1526年—？），字子振，號桐岡，直隸保定府易州人，民籍，明朝政治人物。

## 生平
嘉靖二十八年（1549年）己酉科順天府鄉試第七名舉人。嘉靖二十九年（1550年）中式庚戌科會試第二百六十八名，三甲第五名進士。授行人，三十四年五月选授兵科给事中，三十五年六月升吏科右，三十六年三月升礼科左，八月升户科都，復除工科都，三十九年四月升江西布政使司右参政。

## 家族
曾祖趙祐；祖父趙溫，府知事；父趙景榮，義官。前母秦氏；母王氏。慈侍下。